# Râul Ceremușul Alb
Râul Ceremușul Alb  (în poloneză Biały Czeremosz și în ucraineană Білий Черемош, transliterat: Bilîi Ceremoș) este un râu din vestul Ucrainei, afluent de dreapta al râului Ceremuș. Are o lungime de 51 km și o suprafață a bazinului de 632 km².

## Geografie
Râul se formează la confluența a două râuri: Pârcălabul și Sărata, care izvorăsc din Carpații Orientali. El curge pe direcția sud-nord și formează granița între regiunile ucrainene Ivano-Frankivsk (la vest, raionul Verhovina) și Cernăuți (la est, raionul Putila). 
Este un râu tipic de munte, cu debite mari de curgere, cu pante de 9–12 m/km. Pe râu se află mai multe praguri cu pante abrupte stâncoase (cu o înălțime de cădere de până la 1,6 m), coturi și un fund stâncos. Regimul său este preponderent pluvial. Pe malurile sale stâncoase se află păduri de conifere.
În apropierea satului Usterikî din raionul Verhovina, Ceremușul Alb se unește cu Ceremușul Negru (care vine dinspre vest) și formează râul Ceremuș (afluent al Prutului). 
Ceremușul Alb trece prin următoarele localități: Ialovățul de Jos, Holoșina, Iablonița, Ceremoșna, Coniatin, Polianki, Câmpulung pe Ceremuș (Câmpulung Rusesc) și Stebni.

## Afluenți
Principalii afluenți ai Ceremușului Alb sunt râurile Ialovicioara și Lăpușna (pe partea dreaptă) și Probina (pe partea stângă).

## Aspecte economice
În 1950, pe acest râu a fost construită Hidrocentrala Iablonița, pentru captarea de energie hidroelectrică. 
Apele Ceremușului Alb sunt propice pentru practicarea de sporturi nautice: rafting și sporturi montane extreme.

## Istorie
Ceremușul Alb curge de-a lungul frontierei dintre regiunile istorice Bucovina și Galiția, care aparțin astăzi Ucrainei. În trecut, apele sale au fost folosite de plutași pentru transportarea lemnului, cu excepția celor câteva luni de iarnă. În august 1979, a circulat ultima plută pe Ceremușul Alb.
În Evul Mediu și epoca modernă timpurie, acest râu a format granița dintre Principatul Moldovei și Regatul Poloniei. 
Între anii 1919-1939, granița între Polonia și România a fost stabilită pe Ceremuș (inclusiv pe afluentul său Ceremușul Alb), care a devenit râu de frontieră. 